# Злотий
Зло́тий (пол. złoty) — національна валюта Польщі. У минулому — назва золотих, потім срібних монет, також — грошово-рахунковий термін. Код валюти: PLN, скорочене позначення: zł. Поділяється на 100 гро́шів (пол. grosz). Сьогодні в обігу перебувають монети номіналом 1, 2, 5, 10, 20, 50 грошів і 1, 2, 5 злотих та банкноти номіналом 10, 20, 50, 100, 200 і 500 злотих. Центральний банк — Національний банк Польщі.

## Злотий XV—XVIII століть

### Розрахунковий злотий
Безпосередніми попередниками злотого як базової грошової одиниці Польщі були польська марка (або гривня) та копа. Марка (гривня) стала використовуватись на території Польщі як грошово-вагова одиниця, еквівалентна приблизно 210 г срібла, у XI столітті. З XIV століття вона поступилася місцем краківській гривні, що дорівнювала приблизно 198 г срібла. Тоді ж, у XIV столітті, спочатку на додаток до гривні, а потім замість неї як основна одиниця грошового рахунку стала використовуватися копа, яка була запозичена з Чехії разом із празьким грошем. Гривня дорівнювала 48 польським грошам, які почали карбувати з середини XIV століття у наслідування празьким грошам. Одна копа дорівнювала 60 грошам.
Термін «злотий» (від польськ. «złoto» — «золото») з'явився приблизно у XV столітті як повсякденна назва золотих монет іноземного карбування, що надходили до Польщі, в основному дукатів (на Русі з XV століття їх називали «золотими»), які за вартістю спочатку дорівнювали 12—14 срібним польським грошам. Згодом вміст срібла у грошах зменшувалася, і до середини XV століття один золотий дукат став фактично дорівнювати 30 грошам. Зниження вартості гроша тривало і далі: на початку XVI століття дукат відповідав уже 32 грошам, а в середині XVI століття — 50 грошам. Однак у 1496 році польський сейм затвердив тверде співвідношення розрахункового злотого та гроша, як 1:30. Злотий став еквівалентом половини копи, а золоті дукати почали називати «червоними злотими». В результаті грошової реформи 1526—1528 років основною грошовою одиницею Польщі став саме 
розрахунковий злотий, який дорівнював 5 шостакам, 10 троякам, 30 грошам або 90 шелягам. 
Спостерігаючи за знеціненням гроша, беручи активну участь у підготовці грошової реформи 1526—1528 років, польський астроном, математик і економіст Миколай Коперник написав у своєму Трактаті про карбування монет:
Хоча нема числа лих, від яких гинуть королівства, князівства і республіки, на мою думку чотири головні з них це: розбрат, смертність, неродючість землі і псування монети. Перші три настільки очевидні, що їх ніхто не заперечує, але четверте визнається лише небагатьма, які глибше вникають; воно спричиняє падіння держави не відразу і різко, а поступово і потай— Коперник М. Трактат про карбування монет
Там же було сформульовано один із основоположних законів грошового обігу, який пізніше отримав назву Закон Коперника — Грешема і який у своєму класичному формулюванні говорить: «Найгірші гроші витісняють із обігу найкращі», що підтвердилося і подальшою історією злотого.

### Карбування перших злотих
У вигляді срібної монети злотий був уперше викарбуваний у Вільнюсі 1564 року із зазначенням номіналу — «ХХХ», тобто 30 грошей. Масове карбування срібних злотих почалося 1663 року під час правління короля Яна II Казимира. При загальній вазі у 6,726 г монета містила лише 3,36 грама чистого срібла, що було еквівалентно 12 грошам. За прізвищем автора проєкту німця Андреаса Тимфа, монета отримала назву «тимф» (друга назва — «злотувки»). Будучи по суті кредитною монетою (її номінальна вартість була встановлена у 30 грошей), тимф поряд з мідним шелягом (боратинкою) призвів до повного розладу грошового обігу Речі Посполитої, але проіснував в обігу до 1776 року.
1766 року король Станіслав Понятовський провів грошову реформу, згідно з якою Річ Посполита перейшла на кельнську монетну стопу. Злотий або «злотувка» містив 2,9232 г чистого срібла й був прирівняний до 30 мідних або 4 срібних грошей. Тоді ж було засновано Варшавський монетний двір.
Радикальні зміни у польській грошовій системи відбулися за часів повстання Костюшка. Другий поділ Речі Посполитої призвів до втрати приблизно 200 000 кв км території та прискорив економічний колапс. Гостра нестача коштів для фінансування оборони решти польських територій, та неможливість карбування монет у достатніх обсягах, змусили повстанський уряд шукати інші альтернативи, в результаті чого з'явилися перші польські паперові гроші. У червні 1794 року Тадеуш Костюшко наказав друкувати банкноти номіналом у 5, 10, 25, 50, 100, 500 і 1000 злотих, які вийшли в обіг 13 серпня того року.